# AIM-7 Sparrow
AIM-7 Sparrow (z ang. wróbel) – amerykański kierowany pocisk rakietowy klasy powietrze-powietrze średniego zasięgu z półaktywnym, radiolokacyjnym układem naprowadzania. Używany przez siły zbrojne Stanów Zjednoczonych oraz innych państw. Pociski Sparrow były podstawową bronią powietrze-powietrze krajów zachodnich od lat 50. do 90. XX wieku. Obecnie pociski te wciąż pozostają w uzbrojeniu, chociaż są stopniowo zastępowane przez nowocześniejsze AIM-120 AMRAAM.
Na bazie pocisku AIM-7 zbudowano wystrzeliwaną z pokładów okrętów odmianę RIM-7 Sea Sparrow.

## Rozwój konstrukcji

### Sparrow I
Projektowanie pocisku klasy powietrze-powietrze rozpoczęto na zlecenie US Navy już w 1946 roku. Pierwsze zlecenie opracowania w ramach projektu Hotshot naprowadzanej wiązką radarową odmiany niekierowanego pocisku HVAR kalibru 127 mm (5 cali) powierzono firmie Sperry. Początkowo nowy pocisk oznaczono nazwą KAS-1, którą zmieniono we wrześniu 1947 na AAM-2, a w 1948 na AAM-N-2. Ze względu na zbyt małą średnicę kadłuba pocisku, niewystarczającą do zmieszczenia elektronicznej aparatury naprowadzającej, zlecono firmie Douglas opracowanie większego o średnicy 203 mm (8 cali). Silnik rakietowy dostarczyła firma Aerojet.

Próby w locie bez użycia silnika przeprowadzono w 1948 roku, a pierwsze odpalenie i zestrzelenie celu przez prototypową wersję pocisku oznaczanego XAAM-N-2 Sparrow nastąpiło 3 grudnia 1952 roku. Wprowadzenie do uzbrojenia seryjnej wersji rozpoczęto w 1956 roku wyposażając w nie samoloty marynarki F3D-1M Skyknight, F3H-2M Demon oraz F7U-3M Cutlass. Ze względu na niską skuteczność naprowadzania wiązką radarową i słabe własności na niskich pułapach, wyprodukowano tylko 2000 sztuk pocisków Sparrow wycofując je z uzbrojenia już po kilku latach. Później przywrócono je do służby po wyposażeniu w system naprowadzania wiązką radarową sprzęgnięty z celownikiem optycznym w samolocie, co jednak spowodowało, że można ich było używać tylko na niewielkich dystansach ograniczonych polem widzenia.

### Sparrow II
Ze względu na problemy z nieefektywnym systemem naprowadzania podjęto próby jego ulepszenia. Na początku lat 50. firma Douglas przy wsparciu firm Bendix Corporation i Westinghouse, opracowała aktywną głowicę radiolokacyjną do pocisku oznaczonego początkowo jako XAAM-N-2a Sparrow II, a od roku 1952 XAAM-N-3 Sparrow II. W tym samym czasie dla odróżnienia zaczęto nazywać wcześniejszy model Sparrow I.

Planowano, że nowy pocisk znajdzie się na wyposażeniu projektowanego myśliwca przechwytującego F5D Skylancer. Pierwszy prototyp YAAM-N-3 został przetestowany, ale ze względu na wycofanie się US Navy z projektu dalszy rozwój pocisku został zarzucony. Bazując na amerykańskich opracowaniach dalszy rozwój pocisku postanowiła kontynuować Kanada, która poszukiwała odpowiedniego uzbrojenia dla nowego myśliwca przechwytującego CF-105 Arrow, ale w sierpniu 1958 ostatecznie anulowano program. Planowano zbudować naddźwiękową wersję pocisku oznaczoną jako XAAM-N-3a, lecz przedsięwzięcie to nie doszło do skutku.

### Sparrow III

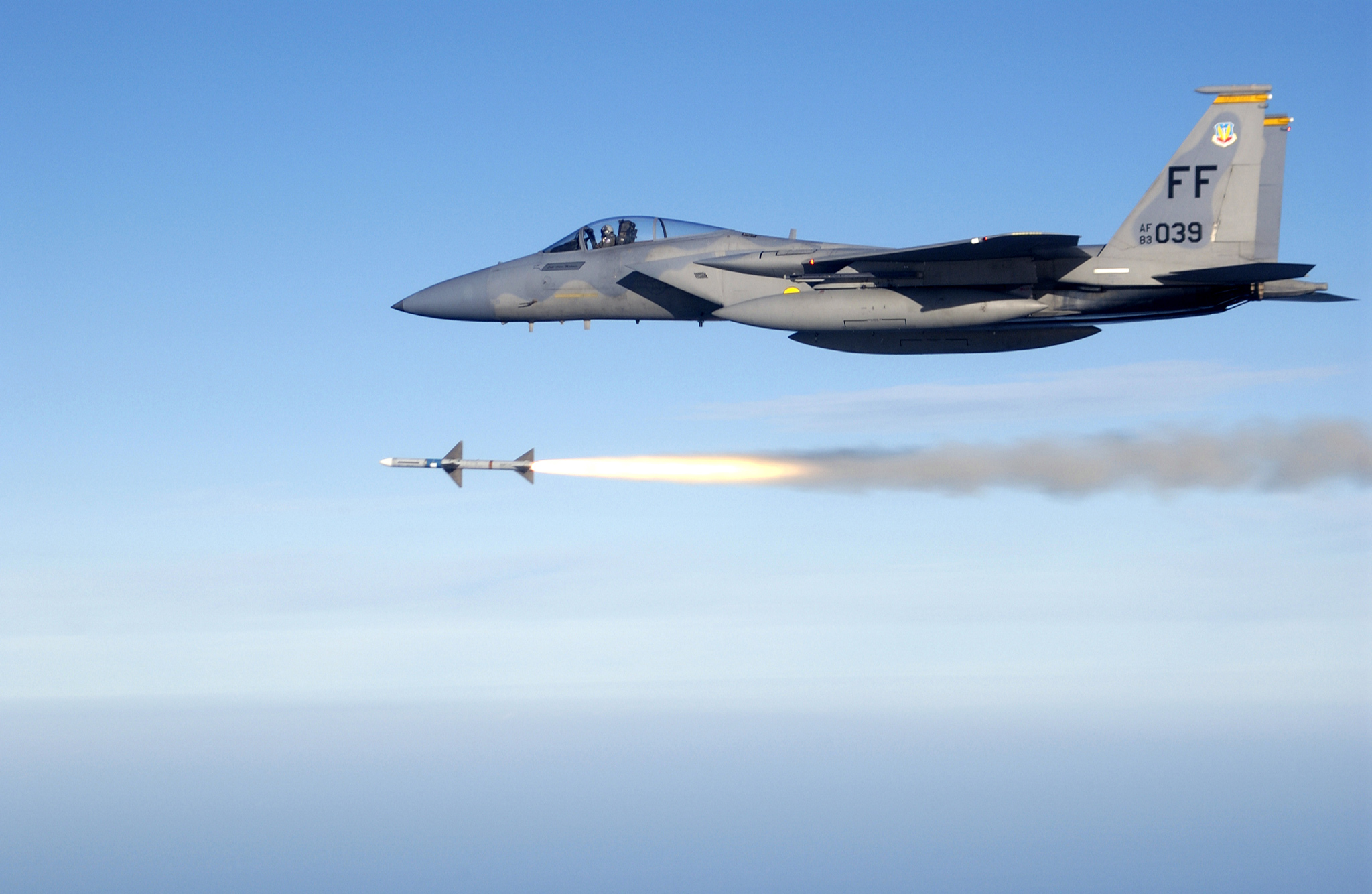
Odpalenie pocisku Sparrow z samolotu F-15 Eagle

Równoległe i konkurencyjne prace nad kolejną wersją pocisku oznaczoną jako XAAM-N-6 Sparrow III rozpoczęto w firmie Raytheon w 1951 roku. Ta wersja, oraz wszystkie późniejsze wersje pocisku wyposażono w półaktywny radiolokacyjny system naprowadzania opracowany przez naukowców z Massachusetts Institute of Technology w 1944 roku. Po zakończeniu produkcji pierwszej wersji pocisku AAM-N-2 Sparrow I firma Raytheon przejęła kontrakt stając się głównym producentem pocisków Sparrow.

Pociski w nowej wersji AAM-N-6 Sparrow III wprowadzono do uzbrojenia w sierpniu 1958 roku. Był on wyposażony w głowicę prętową Mk 36 o masie 30 kg i silnik rakietowy Aerojet na stały materiał pędny. Pierwszy seryjny pocisk tej wersji został odpalony z pokładu przebudowanego F2H-3 Banshee w 1955 roku, a produkcja na potrzeby US Navy ruszyła w 1957 roku. Również w 1955 rozpoczęto prace nad kolejną modyfikacją pocisków do wersji AAM-N-6a Sparrow III, polegającą na zastosowaniu nowego silnika Thiokol Mk 6 Mod 3 na paliwo ciekłe i unowocześnionego systemu naprowadzającego, skuteczniejszego przy wyższych prędkościach i mniej podatny na zakłócenia. Pocisk ten uzyskał oznaczenie USAF AIM-101 i od wprowadzenia go do produkcji zbudowano 7500 sztuk. W międzyczasie, Raytheon we współpracy z Westinghouse opracował nowy system kierowania ogniem, który został użyty wraz ze zmodernizowaną wersją pocisków w nowym myśliwcu F-110A Spectre, będącym wersją lądową myśliwca marynarki F4H-1 Phantom.
 Kolejną modyfikację pocisku oznaczonego jako AAM-N-6b przeprowadzono w 1963 roku wymieniając silnik na napędzany paliwem stałym Rocketdyne Mk 38, który zwiększył jego zasięg do 35 km.
W 1958 roku planowano wyprodukować wersję z głowicą atomową małej mocy oznaczoną jako XAAM-N-9 Sparrow X, ale szybko zrezygnowano z rozwoju tego typu pocisku.
W 1963 ze względu na standaryzację nazewnictwa dla uzbrojenia lotnictwa i marynarki wojennej nadano pociskom Sparrow nowe oznaczenie AIM-7 przemianowując wcześniejsze wersje jak poniżej:
- AAM-2 Sparrow I — AIM-7A,
- XAAM-6 Sparrow II — AIM-7B,
- AAM-6 Sparrow III — AIM-7C,
- AAM-6a Sparrow III i AIM-101 — AIM-7D
- AAM-6b Sparrow III — AIM-7E

### AIM-7E
W 1963 roku wprowadzono na uzbrojenie samolotów F-4B Phantom nową wersję pocisków AIM-7E Sparrow (początkowo oznaczonych jako AAM-N-6b) z nową głowicą prętową o masie 30 kg i polu rażenia 30 metrów. Nie poprawiono jednak niskiej tolerancji na przeciążenie – zaledwie 2,5 G. Próbowano temu zaradzić, wprowadzając niedługo potem, wersję AIM-7E2. Mimo to, skuteczność tych pocisków w walce (modyfikacja E2 weszła do służby w trakcie trwania wojny wietnamskiej) znacznie ustępowała samonaprowadzającym Sidewinder'om. Ogółem, wersja E była czterokrotnie modyfikowana (kolejno oznaczane cyframi od 1 do 4). Łącznie wyprodukowano ponad 25 tysięcy pocisków w tej wersji.

### AIM-7F
Już po zakończeniu wojny w Wietnamie opracowano nową wersję Sparrowa. Zewnętrznie, niczym się nie różnił od swoich poprzedników. Natomiast w środku wymieniono prawie wszystko. Zastosowano nowy układ kierowania, oparty na podzespołach półprzewodnikowych, który umożliwił współpracę z radarami dopplerowskimi, dzięki czemu możliwe stało się zwalczanie celów na tle ziemi. Unowocześniono układ napędowy poprzez zamontowanie silnika rakietowego Hercules Mk 58 o podwójnym ciągu, startowym i marszowym, co również podniosło osiągi pocisku. Odległość odpalenia wzrosła aż do 45 kilometrów, a zasięg balistyczny sięgał 100 km. Wersja ta używana była przede wszystkim na maszynach F-15 Eagle i F/A-18 Hornet.

### AIM-7M
Wprowadzenie do amerykańskiego arsenału kolejnej wersji pocisku zostało zainspirowane brytyjskim pociskiem Sky Flash opracowanym przez GEC Marconi, w celu zastąpienia dostarczonych z zakupionymi w 1969 przez Królewskie Siły Powietrzne samolotami F-4 Phantom pocisków Sparrow AIM-7E2.
Amerykańskie testy Sky Flasha, przeprowadzone w latach 1976–1977, wykazały wyższość brytyjskiej konstrukcji, charakteryzującej się większą odpornością systemu naprowadzania na zakłócenia, dzięki zastosowaniu monoimpulsowego, czterowiązkowego stałego układu odbiorczego. Pod koniec lat 80. AIM-7M stał się podstawową wersją Sparrowa. W czasie pierwszej wojny w Zatoce Perskiej amerykańscy piloci pociskami tego typu zestrzelili 25 samolotów przeciwnika – najwięcej spośród użytych w tym konflikcie środków bojowych.

### AIM-7P
Pocisk podobny do wersji AIM-7M i będący jego modyfikacją. Główne zmiany wprowadzono w oprogramowaniu systemu naprowadzania podnosząc jego efektywność przy działaniu na niskich pułapach. Ponadto w ramach modernizacji Block II dodano ogonowy odbiornik radiowy umożliwiający wprowadzanie poprawek kursowych z komputera wystrzeliwującego go samolotu.

### AIM-7R
Ostatnia wersja pocisku wyposażona w dodatkowy system naprowadzania termicznego, która ze względu na cięcia budżetowe nie została zrealizowana. Program rozwojowy pocisku zamknięto w 1997 roku.

## Zastosowanie
W 2023 roku, podczas rosyjskiej inwazji na Ukrainę, USA przekazały partię pocisków AIM-7 Ukrainie, gdzie zostały przystosowane do odpalania z samobieżnych wyrzutni lądowych systemu Buk-M1, tworząc systemy tzw. FrankenSAM.